# Stone Cold Classics
Stone Cold Classics é uma coletânea da banda britânica de rock Queen, lançada em abril de 2006, em conjunto com a transmissão de um episódio da série de televisão norte-americana American Idol, em que os competidores cantaram músicas da discografia do Queen.
Também contém as canções "All Right Now" e "Feel Like Makin 'Love", gravadas no supergrupo Queen + Paul Rodgers.

## Faixas
1. "Stone Cold Crazy" (Deacon, May, Mercury, Taylor) – 2:15
2. "Tie Your Mother Down" (May) – 3:46
3. "Fat Bottomed Girls" (May) – 3:24
4. "Another One Bites the Dust" (Deacon) – 3:36
5. "Crazy Little Thing Called Love" (Mercury) – 2:44
6. "We Will Rock You" (May) – 2:02
7. "We Are the Champions" (Mercury) – 3:01
8. "Radio Ga Ga" (Taylor) – 5:49
9. "Bohemian Rhapsody" (Mercury) – 5:55
10. "The Show Must Go On" (Queen (May)) – 4:33
11. "These Are the Days of Our Lives" (Queen (Taylor)) – 4:14
12. "I Want It All" (Queen (May)) – 4:31
13. "All Right Now" - gravada ao vivo com Queen + Paul Rodgers – 6:55
14. "Feel Like Makin' Love" - tocado ao vivo por Queen + Paul Rodgers – 6:20